# Semana Europea de la Movilidad
La Semana Europea de la Movilidad es una campaña de concienciación dirigida a sensibilizar a los ciudadanos en cuanto al uso del transporte público, en bicicleta y peatonal y a animar a las ciudades europeas a que promuevan estos modos de transporte y a que inviertan en las nuevas infraestructuras necesarias para esto.
Se celebra cada año del 16 al 22 de septiembre. Se trata de un evento que cuenta con el apoyo político de la Dirección General de Medio Ambiente de la Comisión Europea, durante el cual multitud de ciudades europeas dedican toda una semana a actividades dirigidas a la concienciación en torno a los múltiples aspectos de la movilidad sostenible. El Car Free Day, también conocido como el Día Mundial Sin Automóvil forma parte de esta iniciativa, celebrándose el 22 de septiembre de cada año.

## Medidas
Para cumplir estos objetivos, la campaña se centra en tres tipos de medidas, basadas en:
- Promover el uso de formas de transporte y de viaje alternativas al coche privado.
- Sensibilizar e informar a los ciudadanos sobre el estado actual de la movilidad a largo plazo en las ciudades y los riesgos que conlleva la contaminación.
- Proporcionar una visión diferente de la ciudad gracias a la restricción del tráfico motorizado en ciertas zonas de la ciudad.

## Participación
Cualquier autoridad local puede formar parte de la Semana Europea de la Movilidad, con tal de que se comprometa a cumplir con el manifiesto creado a través un proceso de consulta con varios de los socios europeos del proyecto, o en caso pertinente, con el correspondiente manifiesto adaptado a los condicionantes del país que al que pertenezca dicha autoridad local.

## Temas de la Semana Europea de la Movilidad
Cada Semana Europea de la Movilidad se centra en un tema en particular, o “tema horizontal”, relacionado con la movilidad sostenible. Cada año, las autoridades locales son invitadas a organizar actividades de sensibilización para sus ciudadanos en torno al tema horizontal seleccionado. Además, las autoridades son animadas a promocionar y emprender medidas permanentes que apoyen dicho tema horizontal.

### Tema de 2011
El tema horizontal de la Semana Europea 2011 fue "Movilidad Alternativa"
Con tal de transformarse en una economía de eficiencia energética y bajas emisiones de carbono, la UE ha adoptado una serie de ambiciosos objetivos climáticos y energéticos para el 2020. Estos incluyen un 20% de reducción en la emisión de gases de efecto invernadero, un incremento del 20% de eficiencia energética y un 20% de energías renovables en el consumo total de energía. 

## Premios
- Ferrara (Italia) por el programa de acción más completo en cuanto a eventos temáticos, actividades individuales e implicación de los ciudadanos.
- Ginebra (Suiza) por la medida permanente más innovadora implementada a ocasión de la Semana Europea de la Movilidad.
- Lund (Suecia) por la mejor estrategia de comunicación para promover la Semana Europea de la Movilidad entre los ciudadanos.
- Cracovia (Polonia) por su compromiso e implicación en implementar la primera Semana de la Movilidad Europea en su ciudad, fueron sugeridos por el jurado de expertos como merecedores de mención especial.

| Año  | Tema                                                              |
| ---- | ----------------------------------------------------------------- |
| 2023 | 'Save energy'                                                     |
| 2022 | «Conectando mejor»                                                |
| 2021 | Por tu salud, muévete de forma sostenible.                        |
| 2020 | «Por una movilidad sin emisiones»                                 |
| 2019 | «Caminar y pedalear de forma segura»                              |
| 2018 | "Mix and Move!"                                                   |
| 2017 | Compartir te lleva más lejos                                      |
| 2016 | «Movilidad inteligente y sostenible – Una inversión para Europa». |
| 2015 | "Choose. Change. Combine."                                        |
| 2014 | Our streets, our choice                                           |
| 2013 | Clean air - it's your move!                                       |
| 2012 | Moving in the right direction                                     |
| 2011 | Alternative Mobility                                              |
| 2010 | Travel Smarter, Live Better                                       |
| 2009 | Improving City Climates                                           |
| 2008 | Clean Air for All                                                 |
| 2007 | Streets for People                                                |
| 2006 | Climate Change                                                    |
| 2005 | Clever Commuting                                                  |
| 2004 | Safe Streets for Children                                         |
| 2003 | Accessibility                                                     |
| 2002 | Public Transport, Cycling and Living Streets/Greenways            |